# 어천역
어천역(漁川驛, Eocheon station)은 경기도 화성시 매송면 어천리에 있는 수도권 전철 수인·분당선의 전철역이다. 2020년 9월 12일에 재개통하기 전, 1995년까지 협궤 수인선이 운행하였으며 당시의 역 건물은 이 역이 영업을 중지한 이후에도 한동안 인근 공장 직원의 간이 휴게실로 이용되다가, 2013년 상반기에 철거되었다.
이 역부터 야목역까지 지상 구간이며, 추후 수인선과 경부고속선의 연결선이 설치될 예정이다.

## 연혁
- 1937년 8월 5일: 정차장 등급으로 영업 개시[1]
- 1975년 10월 2일: 역사 준공
- 1977년 5월 16일: 수소화물 취급 중단
- 1977년 9월 1일: 화물, 수소화물 취급 중단
- 1982년 9월 1일: 배치간이역으로 격하
- 1983년 8월 1일: 무배치간이역으로 격하
- 1996년 1월 1일: 수인선 영업 중단과 함께 여객취급 중단[2]
- 2013년 상반기: 구 역사 철거
- 2015년 9월 4일: 철도거리표에서 삭제[3]
- 2019년 10월 25일: 역명을 어천역으로 결정[4]
- 2020년 2월 2일: 수원 ~ 한대앞 구간 종합 시험운행[5]
- 2020년 5월 29일: 철도거리표 사용개시에 따른 거리표 수정.[6]
- 2020년 9월 12일: 수도권 전철 수인·분당선 개통

## 미래
어천역과 오목천역 사이에는 경부고속선이 수인선 상단으로 통과하고 있다. 2025년에 인천발 KTX가 개통되면 KTX 정차역이 될 예정이며, 이 역에 경부고속선 연결선이 설치될 계획이 있다. 현재 이 사업은 국토교통부 제3차 국가철도망 구축 기본계획에 반영되어 있다.

## 승강장
2면 2선 복선 상대식 승강장으로 건설되었다.
| ↑ 오목천 |
| \| １    |
| 야목 ↓   |

스크린도어가 설치되어있다.
| 2 | ● 수도권 전철 수인·분당선 | 오목천 · 수원 · 청량리 방면 |
| 1 | ● 수도권 전철 수인·분당선 | 야목 · 한대앞 · 인천 방면   |

## 역 주변
- 매송우체국
- 매송농협
- 제51향토보병사단 신병교육대

## 이용객 변동
2020년 자료는 개통일인 2020년 9월 12일부터 12월 31일까지인 111일 기준으로 환산한 것이다.
| 노선   | 노선 | 일평균 인원수 (명/일) | 일평균 인원수 (명/일) | 일평균 인원수 (명/일) | 일평균 인원수 (명/일) | 일평균 인원수 (명/일) | 일평균 인원수 (명/일) | 일평균 인원수 (명/일) | 일평균 인원수 (명/일) | 일평균 인원수 (명/일) | 일평균 인원수 (명/일) | 일평균 인원수 (명/일) | 일평균 인원수 (명/일) | 일평균 인원수 (명/일) | 일평균 인원수 (명/일) | 각주  |
| 노선   | 노선 | 2010년                | 2011년                | 2012년                | 2013년                | 2014년                | 2015년                | 2016년                | 2017년                | 2018년                | 2019년                | 2020년                | 2021년                | 2022년                | 2023년                | 각주  |
| ------ | ---- | --------------------- | --------------------- | --------------------- | --------------------- | --------------------- | --------------------- | --------------------- | --------------------- | --------------------- | --------------------- | --------------------- | --------------------- | --------------------- | --------------------- | ----- |
| 수인선 | 승차 | 미개통                | 미개통                | 미개통                | 미개통                | 미개통                | 미개통                | 미개통                | 미개통                | 미개통                | 미개통                | 457                   | 620                   | 837                   | 1,138                 | [ 7 ] |
| 수인선 | 하차 | 미개통                | 미개통                | 미개통                | 미개통                | 미개통                | 미개통                | 미개통                | 미개통                | 미개통                | 미개통                | 441                   | 628                   | 827                   | 1,107                 | [ 7 ] |

## 인접한 역
| 수인선                  | 수인선                         | 수인선              |
| ----------------------- | ------------------------------ | ------------------- |
| K247 오목천 청량리 방면 | ● 수도권 전철 수인·분당선 완행 | K249 야목 인천 방면 |

## 사진

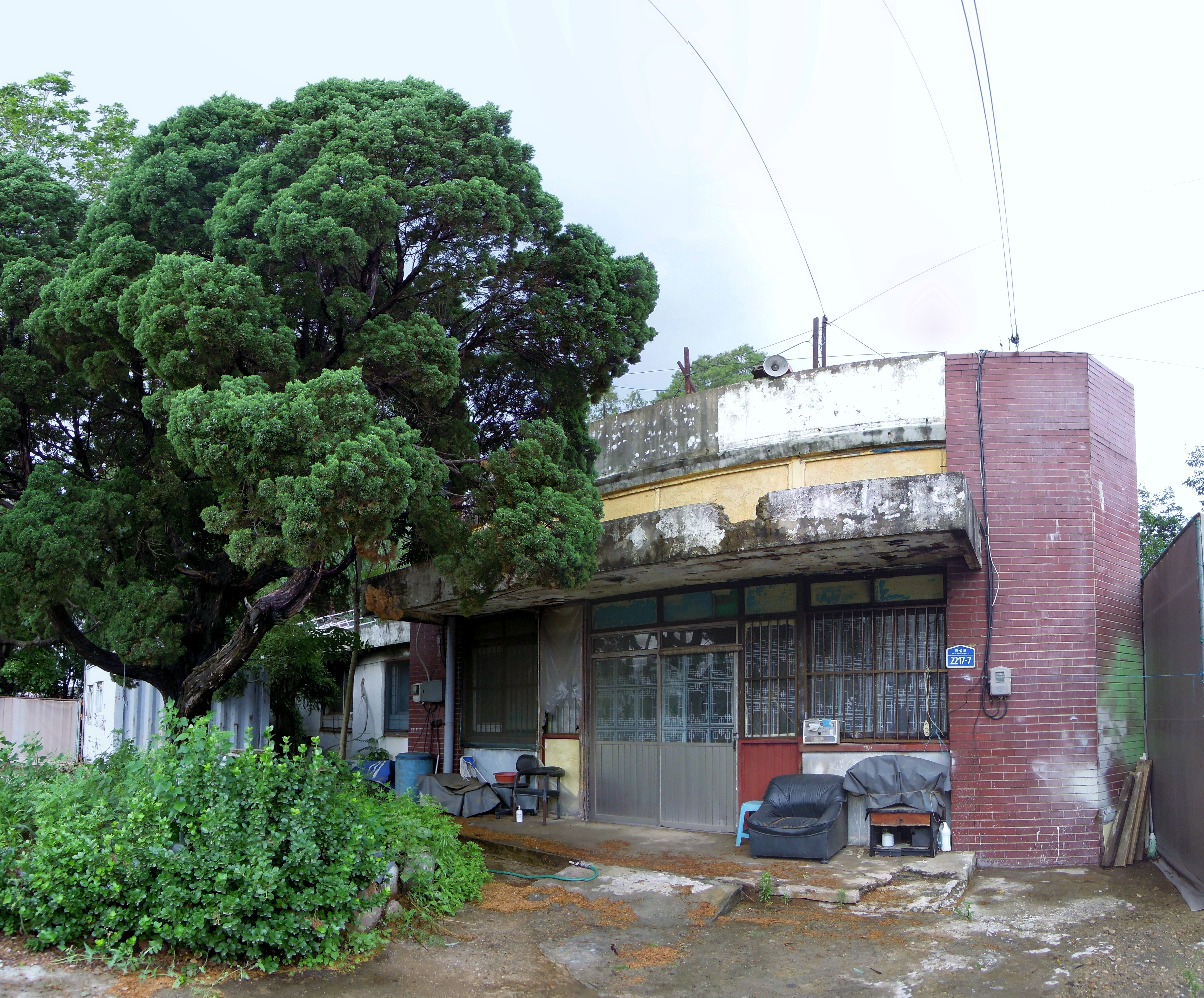
구역사(현재 철거)
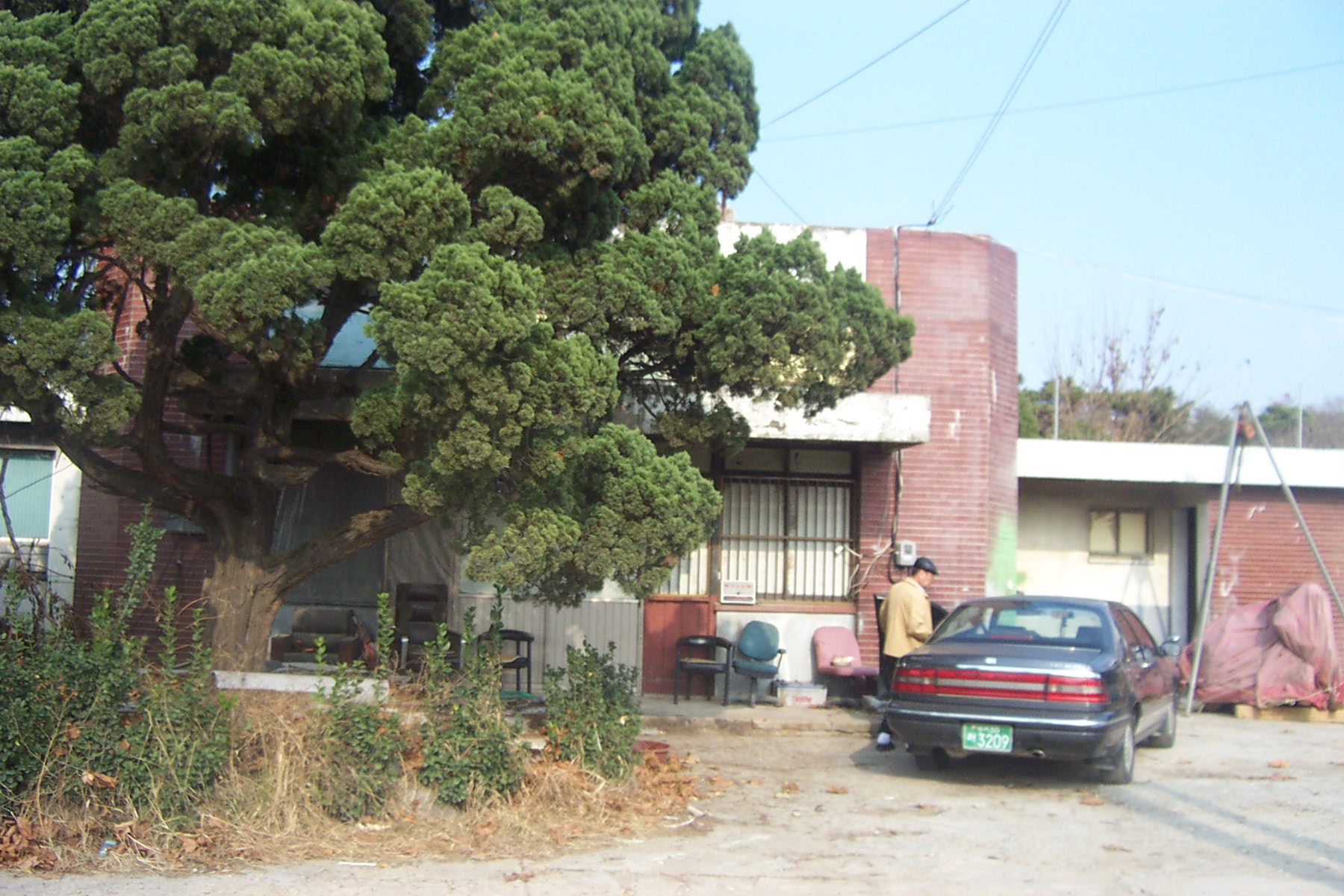
구역사(현재 철거)
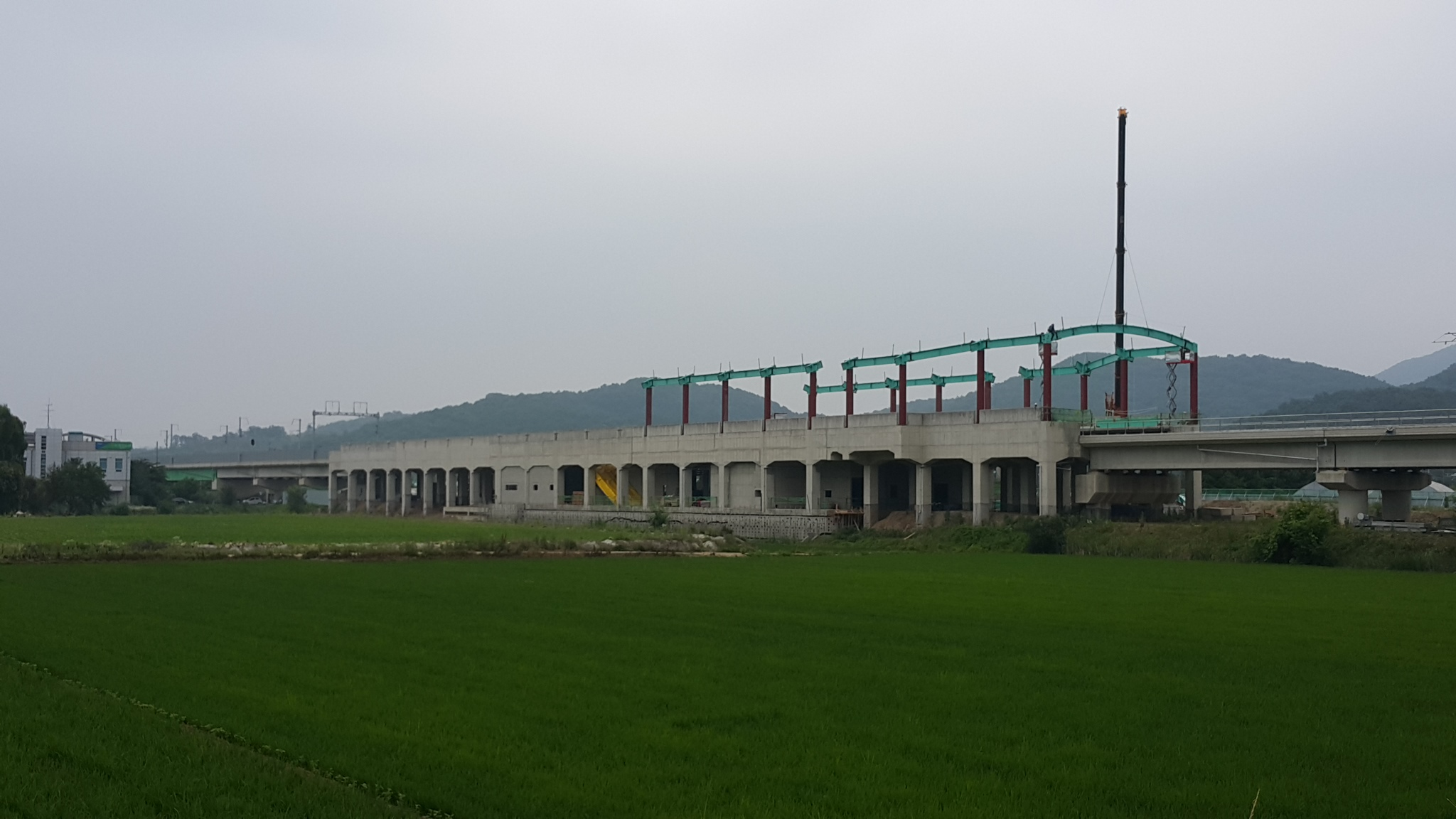
건설 중인 역사(2019년 6월 30일)
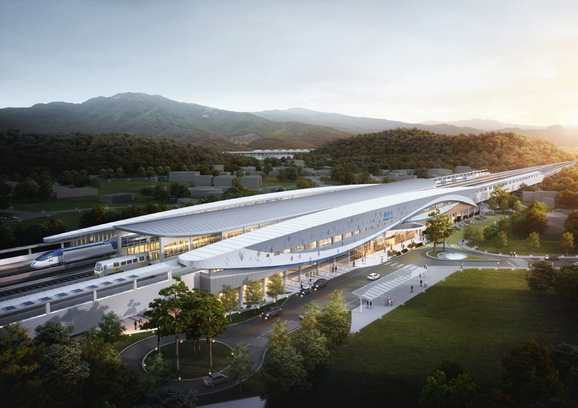
조감도(2019년 8월 20일)
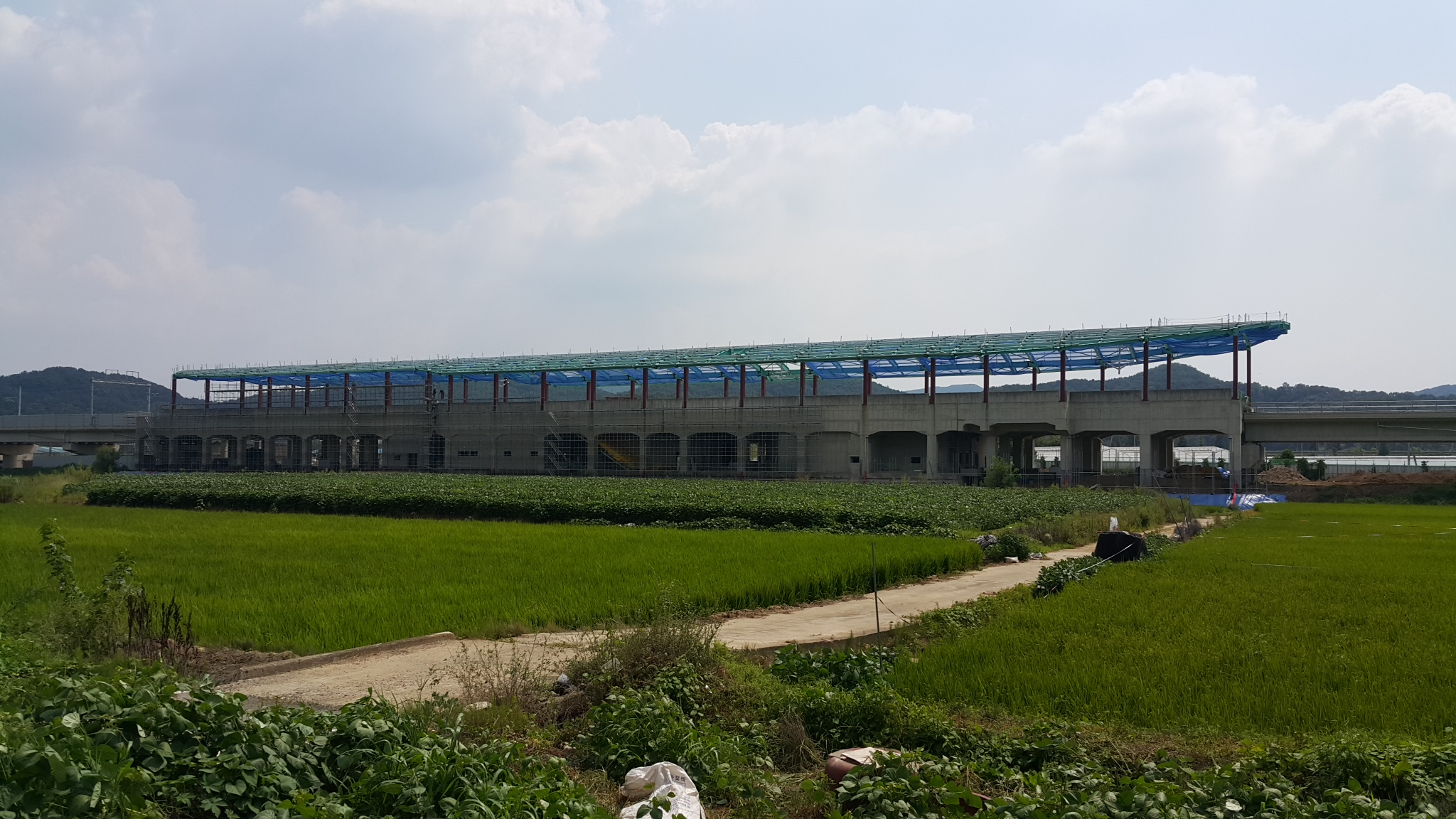
건설 중인 역사(2019년 8월 25일)
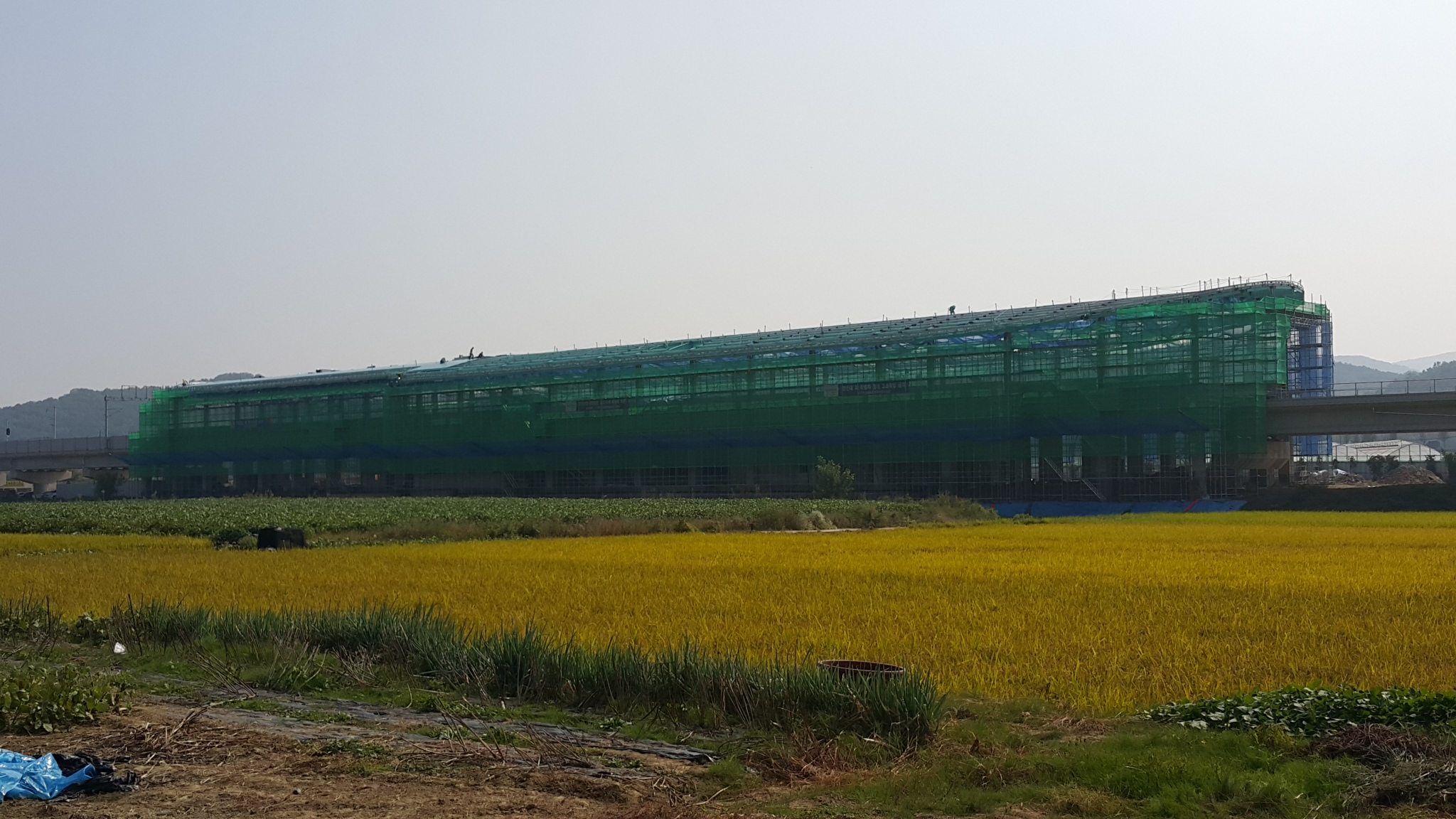
건설 중인 역사(2019년 9월 30일)
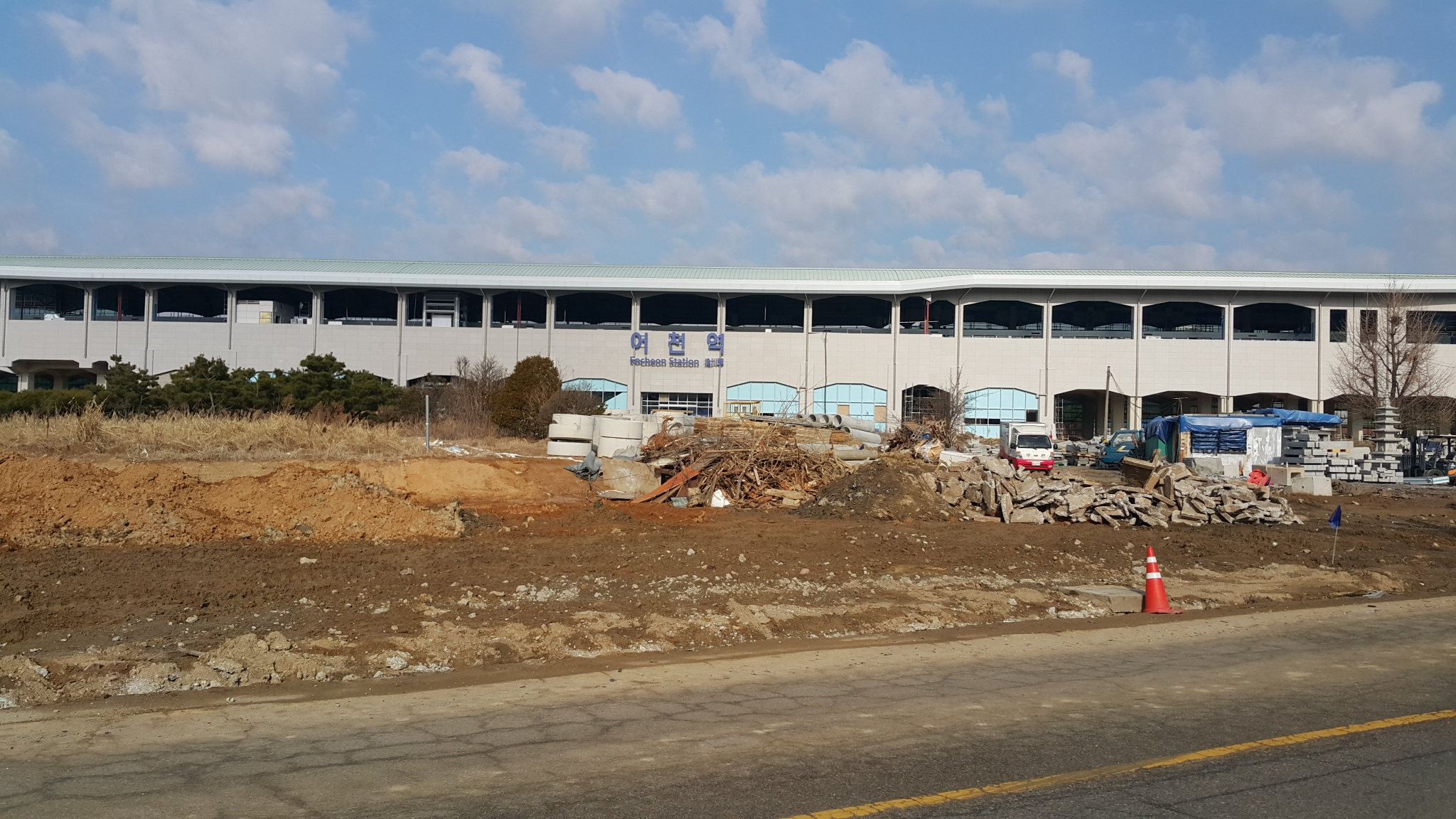
건설 중인 역사 (2020년 1월 3일)
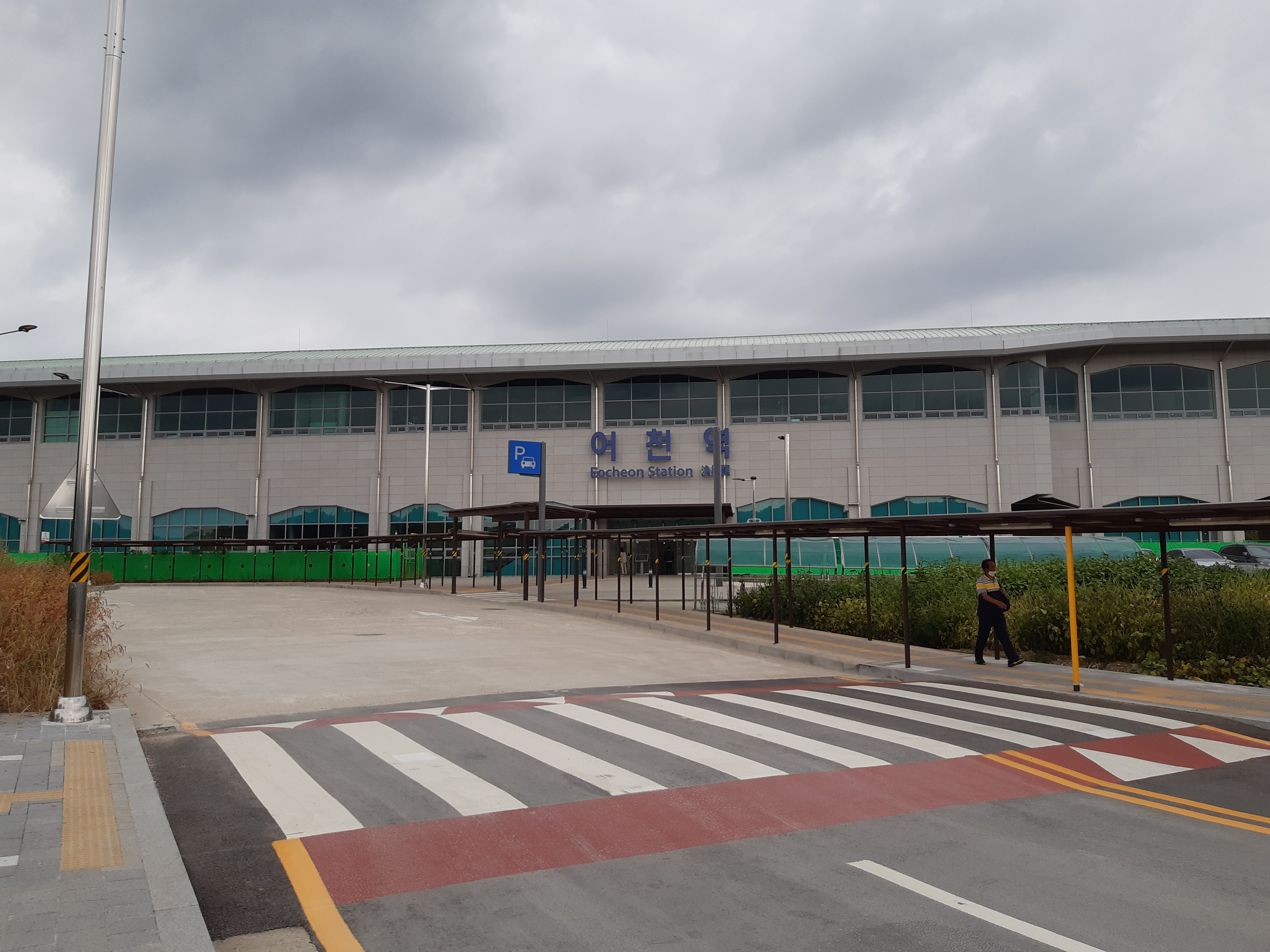
역사
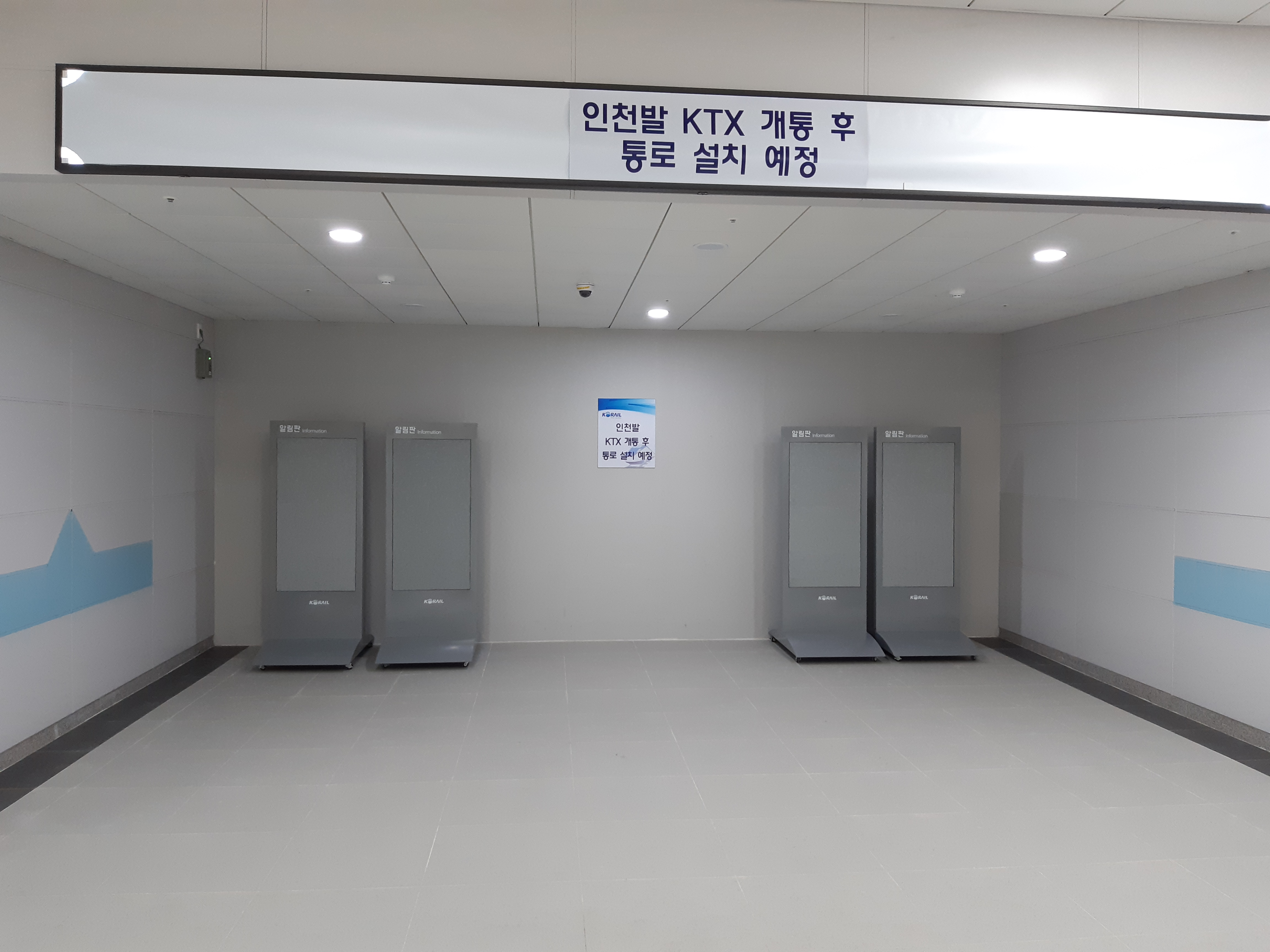
통로(인천발 KTX 개통 후 설치예정)
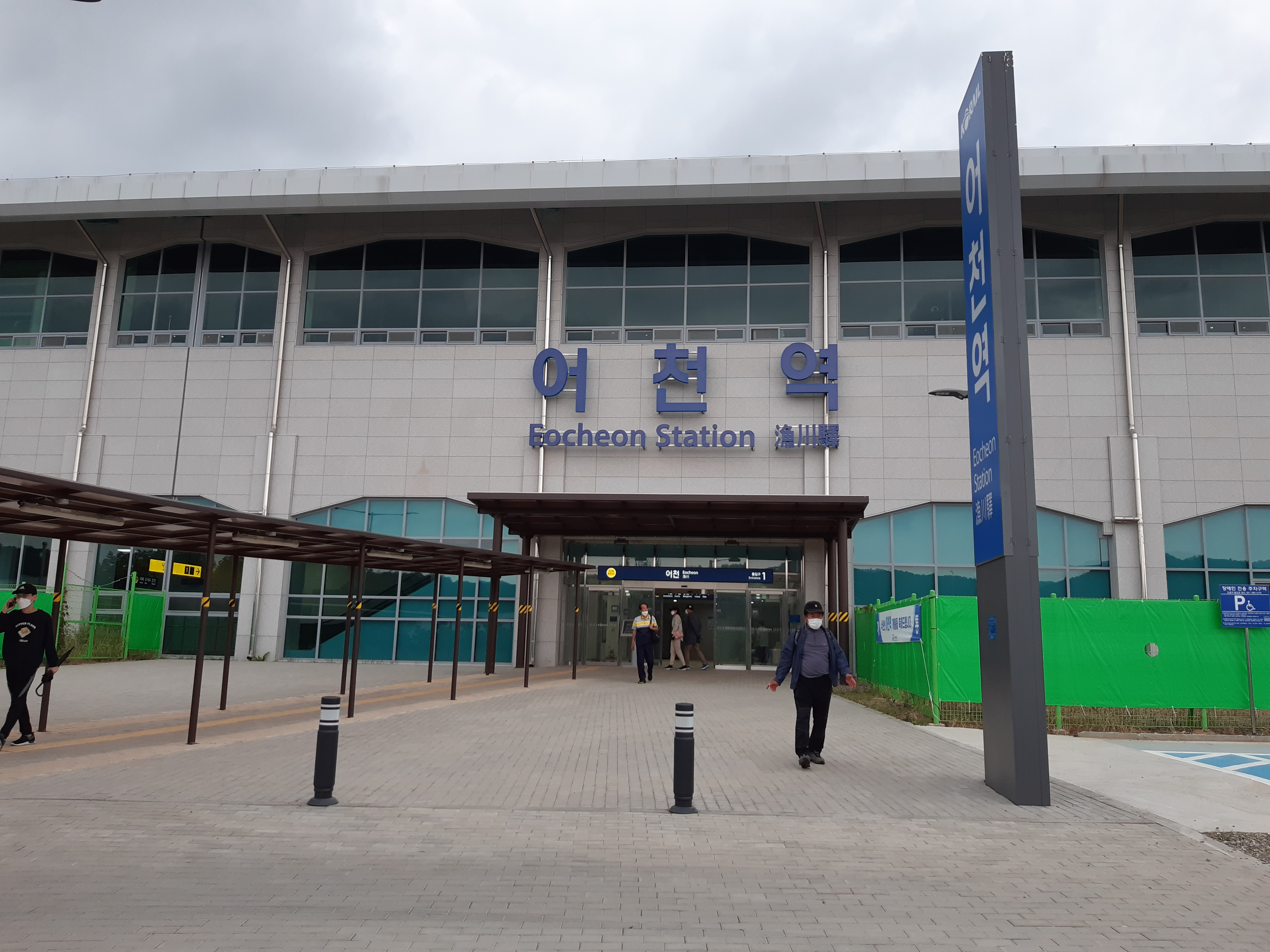
1번 출구
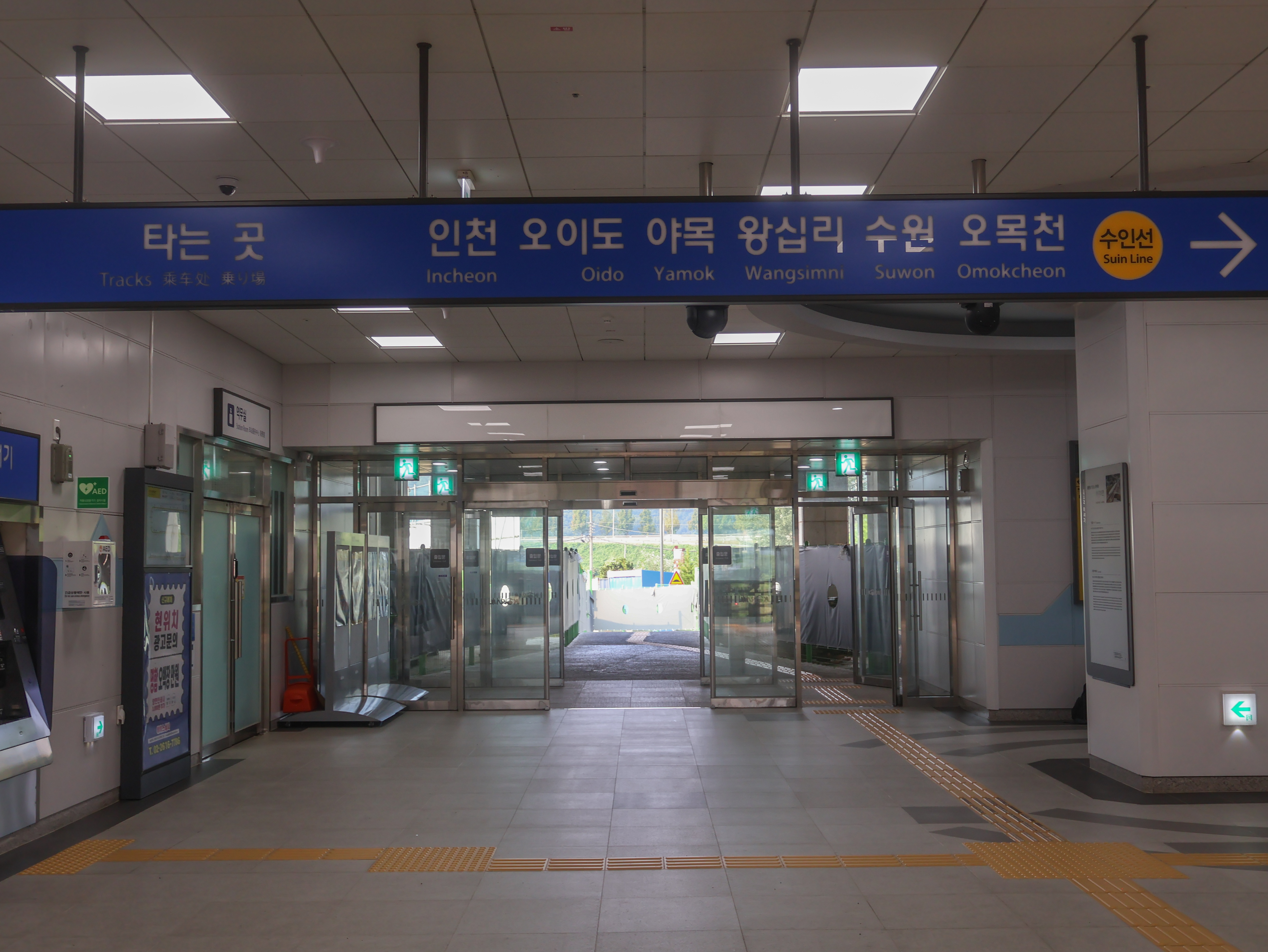
수인분당선 인천방면 타는 곳 (2024년 8월)